# Edward Gibbon Wakefield
Edward Gibbon Wakefield, född den 20 mars 1790 i London, död den 16 maj 1862 i Wellington på Nya Zeeland, var en brittisk kolonialstatsman.

## Biografi
Han var sonson till författarinnan Priscilla Wakefield. son till statistikern Edward Wakefield, bror till William Hayward Wakefield och far till Edward Jerningham Wakefield.
Wakefields ungdom var stormig; 1814 fick han anställning vid brittiska legationen i Turin, enleverade 1816 en rik arvtagerska, var efter hennes död 1820 en tid attaché vid ambassaden i Paris och kom vid en ny enlevering 1826 i konflikt med strafflagen, enär han genom falska uppgifter lurat sitt offer, en helt ung flicka, att lämna skolan och följa honom till Gretna Green för att vigas. Äktenskapet förklarades genom parlamentsakt upplöst, och Wakefield fick tre års fängelse.
Under fängelsetiden studerade han koloniala ämnen och sammanfattade sina idéer i skriften A letter from Sydney (1829), i vilken han skarpt kritiserade planlösheten i Australiens kolonisation och framlade en plan till systematisk kolonisation, baserad på upphörandet av kostnadsfri jordutdelning och bildandet, genom försäljning av jord till moderata priser, av en kolonisationsfond, med vilken ordnad immigration skulle uppmuntras. 
Wakefield utvecklade närmare dessa tankar i England and America (2 band, 1833; med ett bihang The art of colonization) och vann för dem stöd av ansedda män, John Stuart Mill, Grote, Molesworth, överste Torrens med flera. Han grundlade med stöd av dem South Australian association, ett kolonisationssällskap med syfte att tillämpa de nya idéerna i Syd-Australien, där en koloni med kungligt fribrev grundlades 1836. 
Wakefield deltog 1837 även i grundandet av New Zealand association och blev verkställande direktör i det 1839 för kolonisation på Nya Zeeland grundade New Zealand land company. 1838 åtföljde han som privatsekreterare lord Durham till Kanada och hade betydande andel i tillkomsten av dennes för brittisk kolonialförvaltning epokgörande Report on the affairs of British North America. 
En kort tid var han parlamentsledamot i Kanada, men sin mesta tid ägnade han åt att i London mot byråkratiskt motstånd och misstro från missionsintressets målsmän främja kolonisationen av Nya Zeeland. Från direktörskapet avgick han 1849 och ägnade sig därpå åt ett kyrkligt koloniföretag på Nya Zeeland, där 1850 nybyggarsamhället Canterbury grundlades. 
Wakefield, som 1849 utgivit A view of the art of colonization och 1850 stiftat Colonial reform society, överflyttade 1853 till Nya Zeeland och tog där verksam del i den unga koloniens rätt upprörda politiska liv, men nödgades redan 1854 av ohälsa dra sig tillbaka från det offentliga livet. Hans idéer var geniala och fick grundläggande betydelse för det brittiska kolonialväldets utveckling; vid tillämpningen var han ofta hänsynslös och hindrades dessutom genom sin ungdoms felsteg från att med nödvändig personlig auktoritet direkt verka för sina syften.